# Mungbam
Pour les articles homonymes, voir Abar.
Le mungbam (ou abar) est une langue bantoïde méridionale parlée dans la région du Nord-Ouest au Cameroun, le département du Menchum, l'arrondissement de Wum, dans cinq villages : Bentsan, Nsun, Biya, Uba et Bijun.
Avec 1 850 locuteurs en 2011, c'est une langue en danger (6b).